# San Bartolomé (Séville)
Pour les articles homonymes, voir San Bartolomé.
San Bartolomé est un quartier de la ville andalouse de Séville, en Espagne, situé dans le district Casco Antiguo.

## Limites du quartier
Situé à l'est du district Casco Antiguo, le quartier est limité au sud-ouest par le Paseo de Catalina de Ribera, la place de los Refinadores et les rues Mariscal, Cruces, Fabiola, Aire, Abades et Bamberg qui le séparent du quartier de Santa Cruz, au nord-ouest par les rues Argote de Molina, Corral del Rey, Almirante Hoyos, Virgenes, Águilas et Rodríguez Marín, la place de San Idelfonso et les rues Descalzos et Alhondiga qui le séparent du quartier d'Alfalfa et au nord par les rues Imperial, Lanza, Santiago et Guadalupe qui le séparent du quartier de Santa Catalina. À l'est, il est séparé du district de Nervión par la rue Recaredo et l'avenue Menéndez Pelayo.

## Points d'intérêt
- Casa de Pilatos
- Couvent de San Leandro
- Palacio de Mañara (es)
- Église de San Bartolomé (Séville) (es)
- Église de San Esteban
- Église de San José (Séville) (es)
- Couvent de Madre de Dios (Séville) (es)

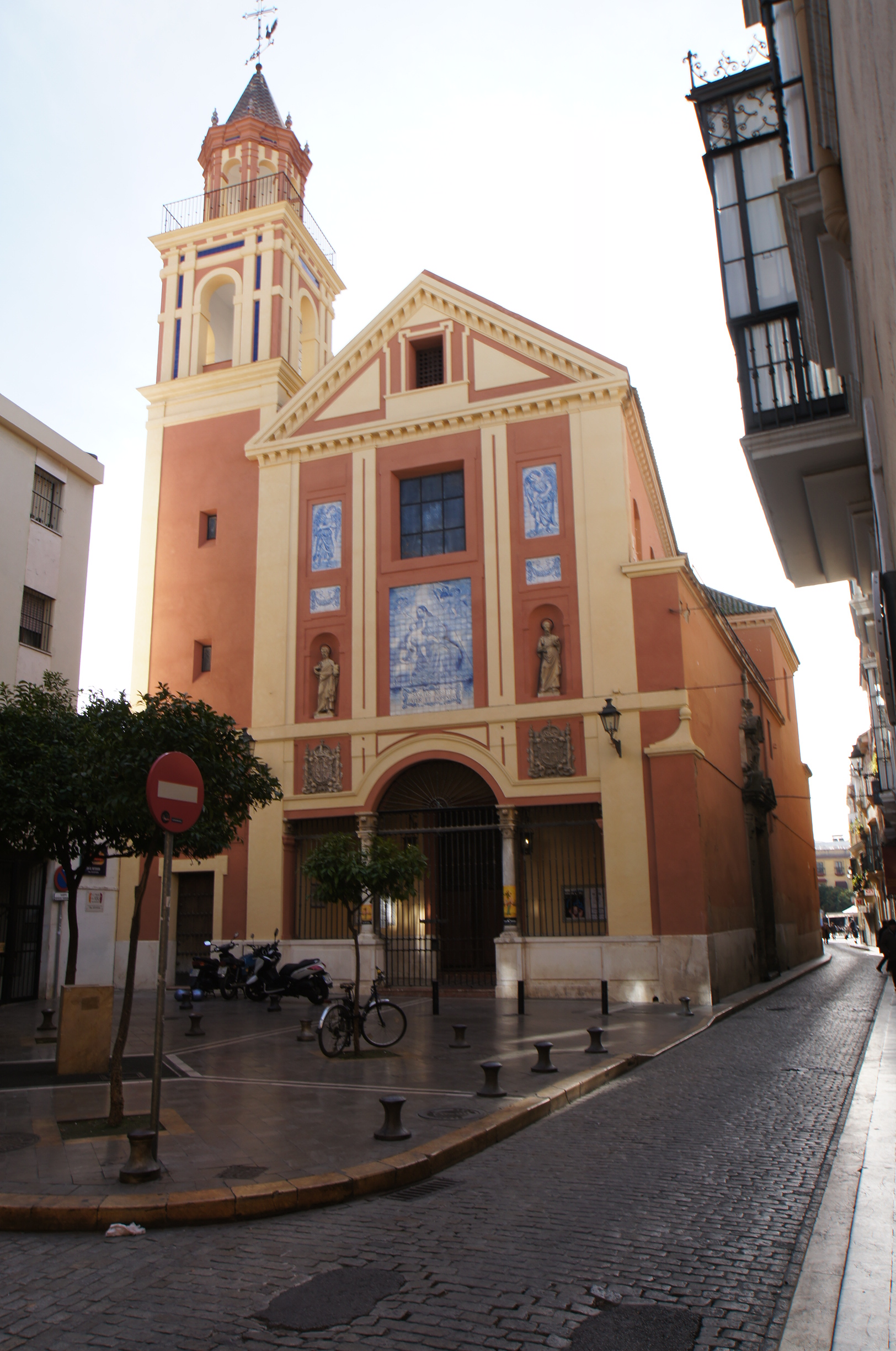
L'église San José
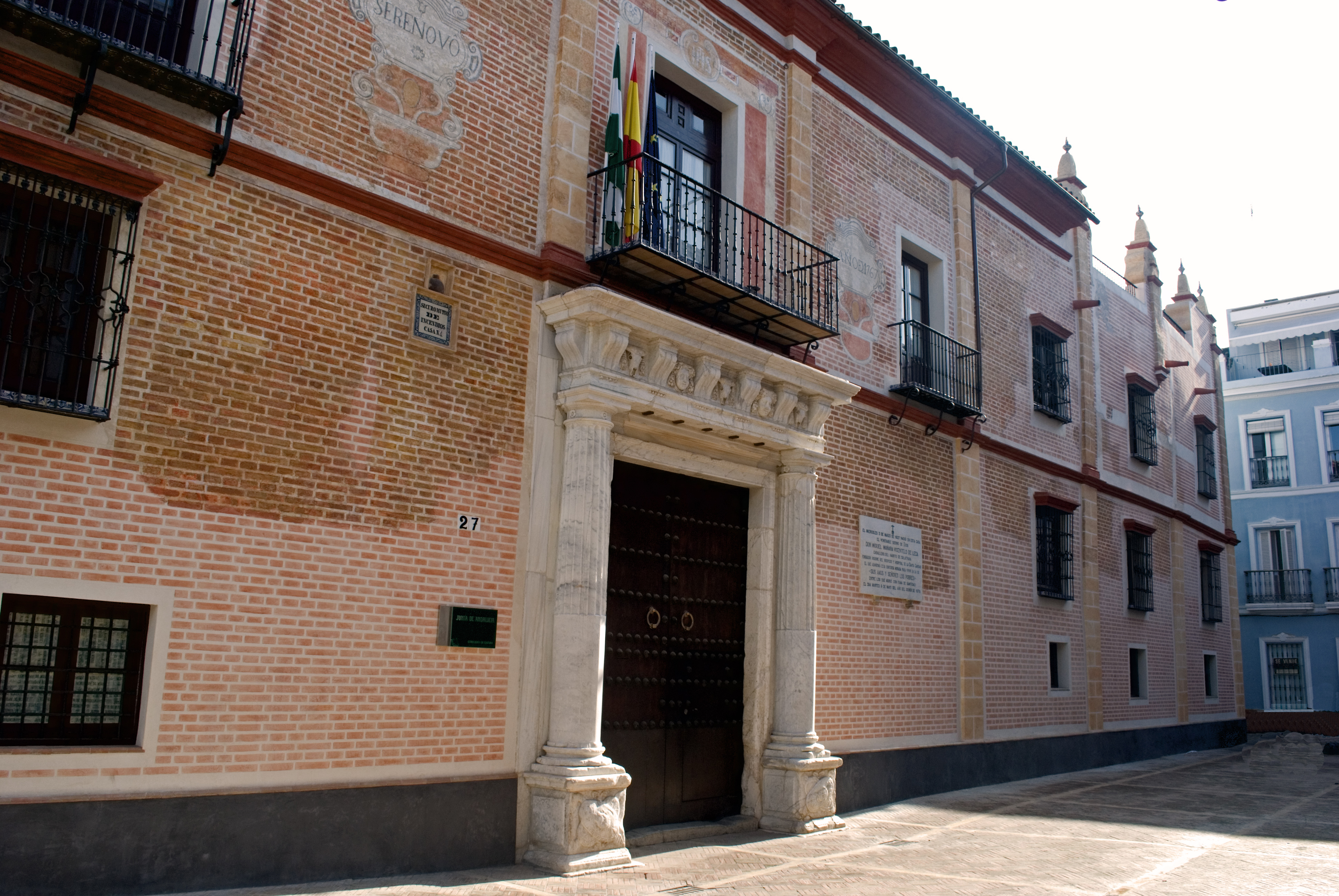
Le Palacio de Mañara
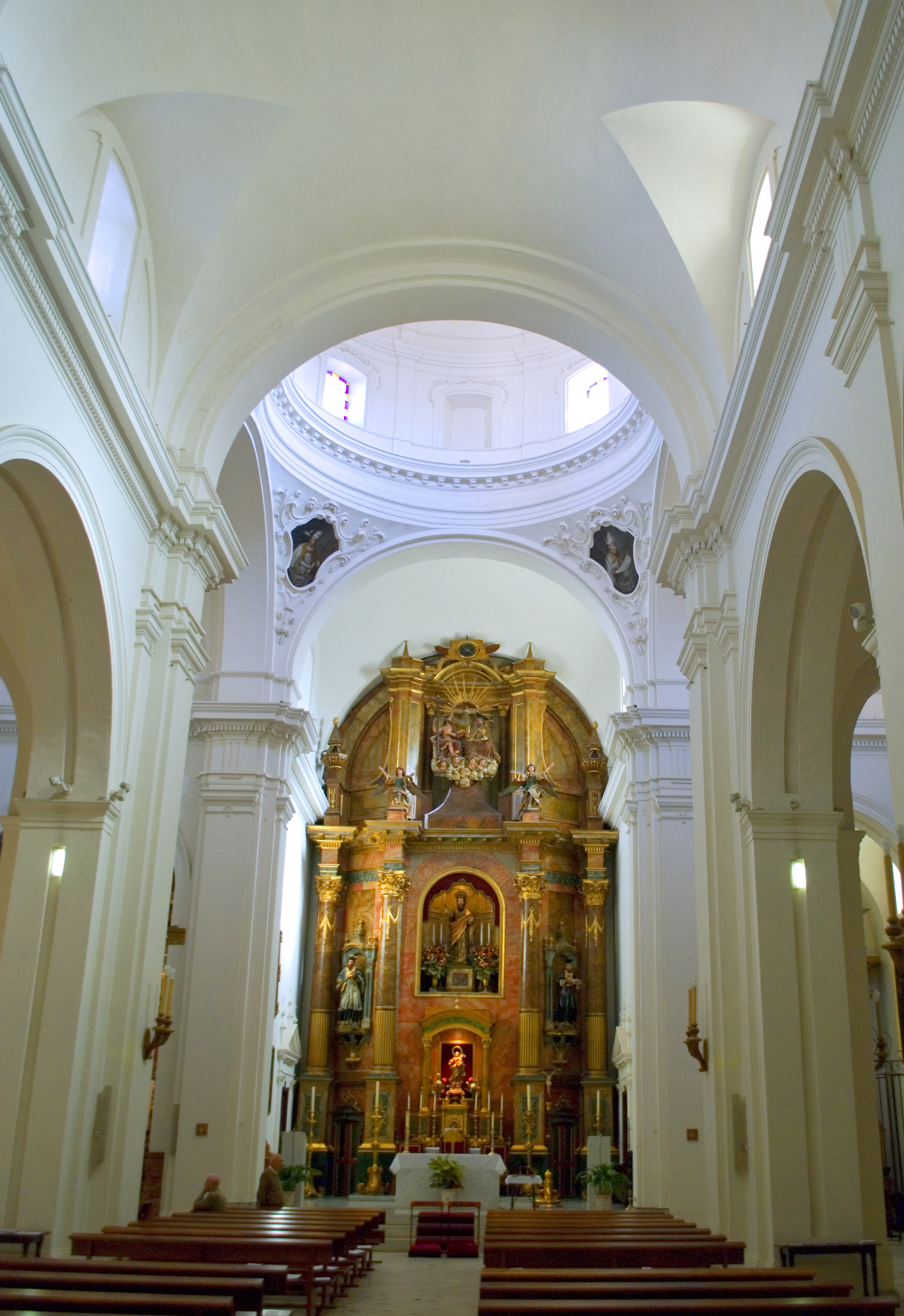
L'intérieur de l'église San Bartolomé
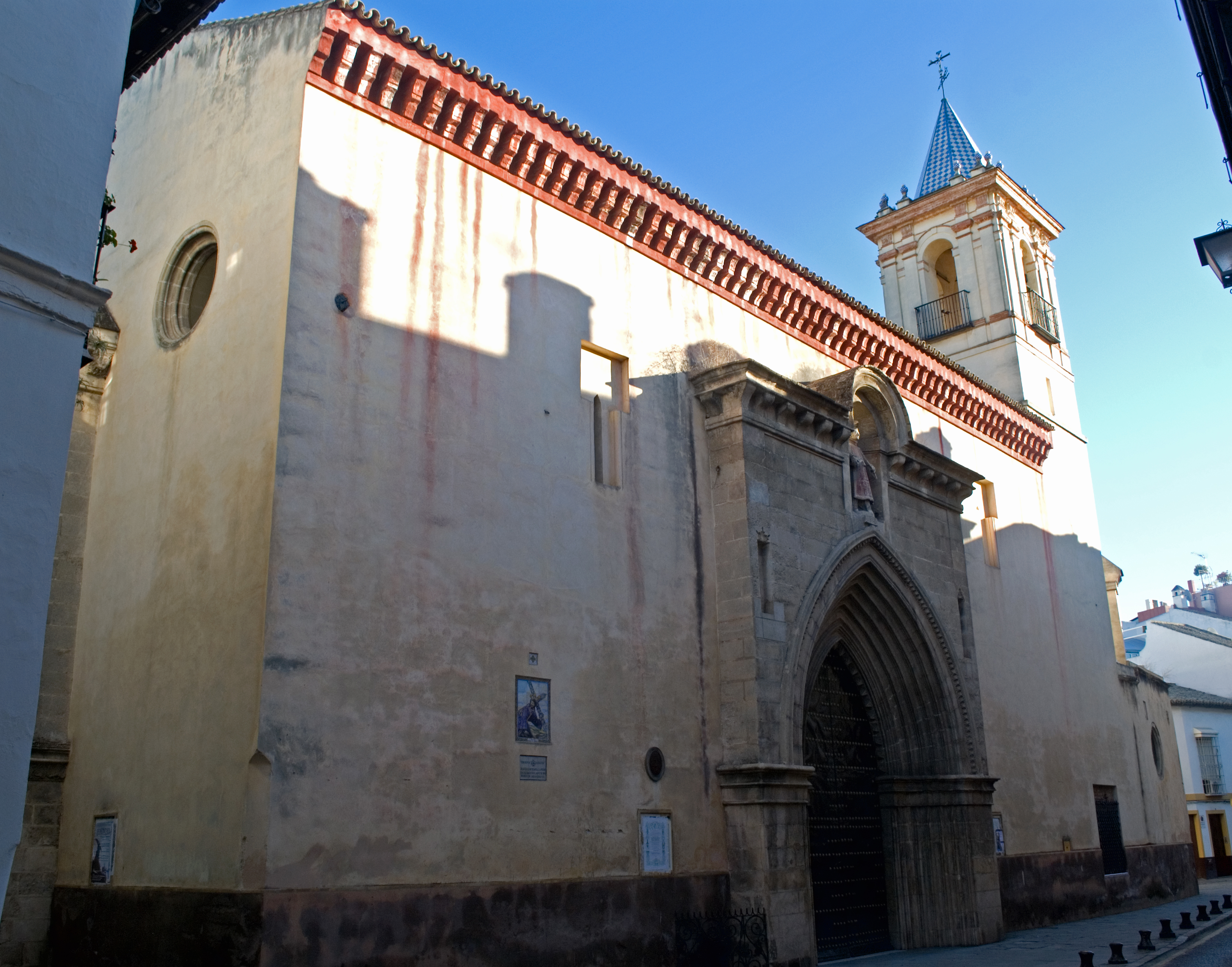
L'église San Esteban
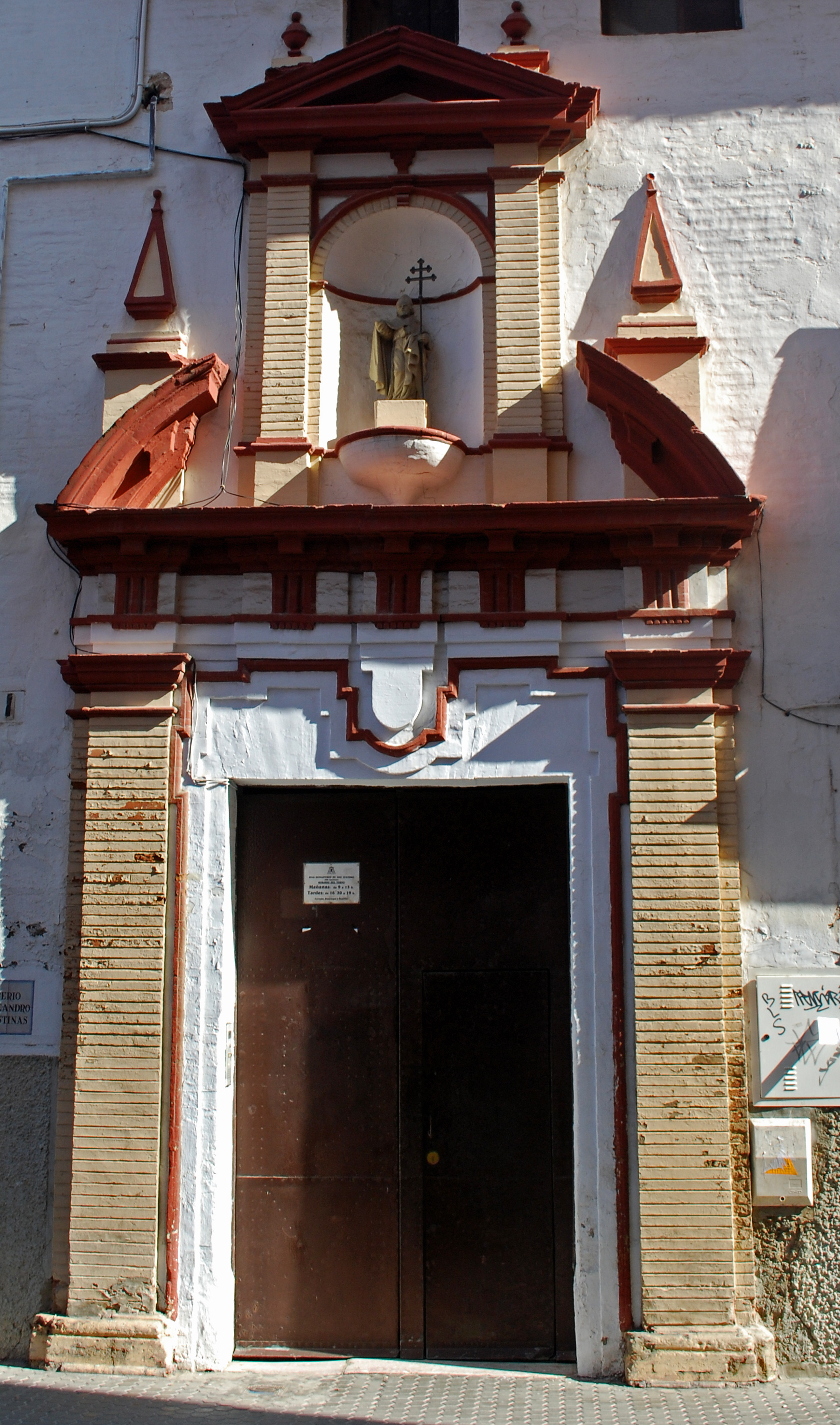
L'entrée du couvent de San Leandro